# Boeing 247
El Boeing Model 247 va ser un avió de passatgers primerenc dissenyat i construït als Estats Units d'Amèrica.

## Història
En el moment del seu primer vol el 8 de febrer de 1933, Boeing estava implicat en el negoci de les aerolínies com operador i com a fabricant mitjançant Boeing Air Transport System, National Air Transport, Pacific Air Transport i Varney Air Lines i l'organització va encarregar 70 models del 247 abans que s'hagués fabricat el primer avió. Quan es van poder entregar els primers avions Boeing Air Transport System ja s'havia convertit en United Airlines, que va acceptar 59 aparells. Poc després de la entrega d'aquesta primera versió United va tornar els 247 el 1933 per realitzar una sèrie de modificacions per tal de millorar el rendiment tornant com a versió 247D. Amb aquestes nova versió United va disposar dels trimotors més ràpids del moment però el domini dels 247D no va durar molt, ja que Douglas va treure el DC-3 poc després.
Hi ha alguns 247 que han tingut un paper destacat a la història de la navegació com per exemple el 247D amb matrícula NC13347 que va ser entregat a United Airlines l'any 1934 i després, juntament amb set més, va passar a la Reial Força Aèria Canadenca, més tard, durant la dècada de 1950, va ser modificat per ser utilitzat per fumigar i per sembrar núvols i el 2014 va ser restaurat perquè pogués tornar a volar i ara està al Museum of Flight de Seattle. Un altre va ser el NR257Y llogat a United i patrocinat per Heinz Foods i Warner Brothers per tal que, Roscoe Turner i Clyde Pangborn participessin en la MacRobertson Air Race de 1934 entre Londres i Melbourne, quedant segon per darrere d'un DC-2, amb un temps de 92 hores i 55 minuts. Un altre antic avió de United, el DZ203 va servir al Telecommunications Research Establishment del govern britànic per proves d'aterratge a cegues.

## Disseny
És considerat un avió de passatgers molt avançat en el seu moment, incorporant un conjunt de noves tecnologies com la construcció completament metàl·lica en aliatge d'alumini, ala en voladis que no necessitava trava externa i tren d'aterratge retràctil. Altres prestacions incloïen superfícies de control de vol compensades (amb trim), pilot automàtic i equipament anti-gel a les ales i superfícies de la cua.

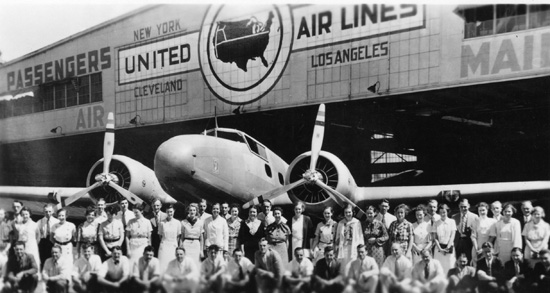
Tripulació de vol i de cabina de United Airlines davant d'un Boeing 247

Els primers models portaven tres motors Pratt & Whitney S1D1 Wasp de 550 CV el que permetia, en cas de fallada d'un dels motors, que el 247 continués la seva ascensió a velocitat regular. La tripulació comptava amb els sistemes de navegació i comunicació per radio més moderns del moment i els passatgers, tot i que només podia portar a deu, gaudien d'un seat pitch (espai entre seients) de 101,6 cm (la normativa actualment marca 71 cm de separació mínima). Al espai de passatgers també hi havia calefacció i ventilació i tots els seient estaven junt a una finestra i tenien una llum de cabina. A la part de darrere de la cabina de passatgers hi havia un lavabo i un compartiment de càrrega de 1,7 m³.
En versions posteriors es va tornar a cobrir el timó de direcció i els de profunditat amb tela en lloc d'en metall. També va substituir les hèlix de pas fixa per unitats Hamilton Standard de pas variable i també va instal·lar carenats de motor millorats i un parabrises inclinat.

## Variants

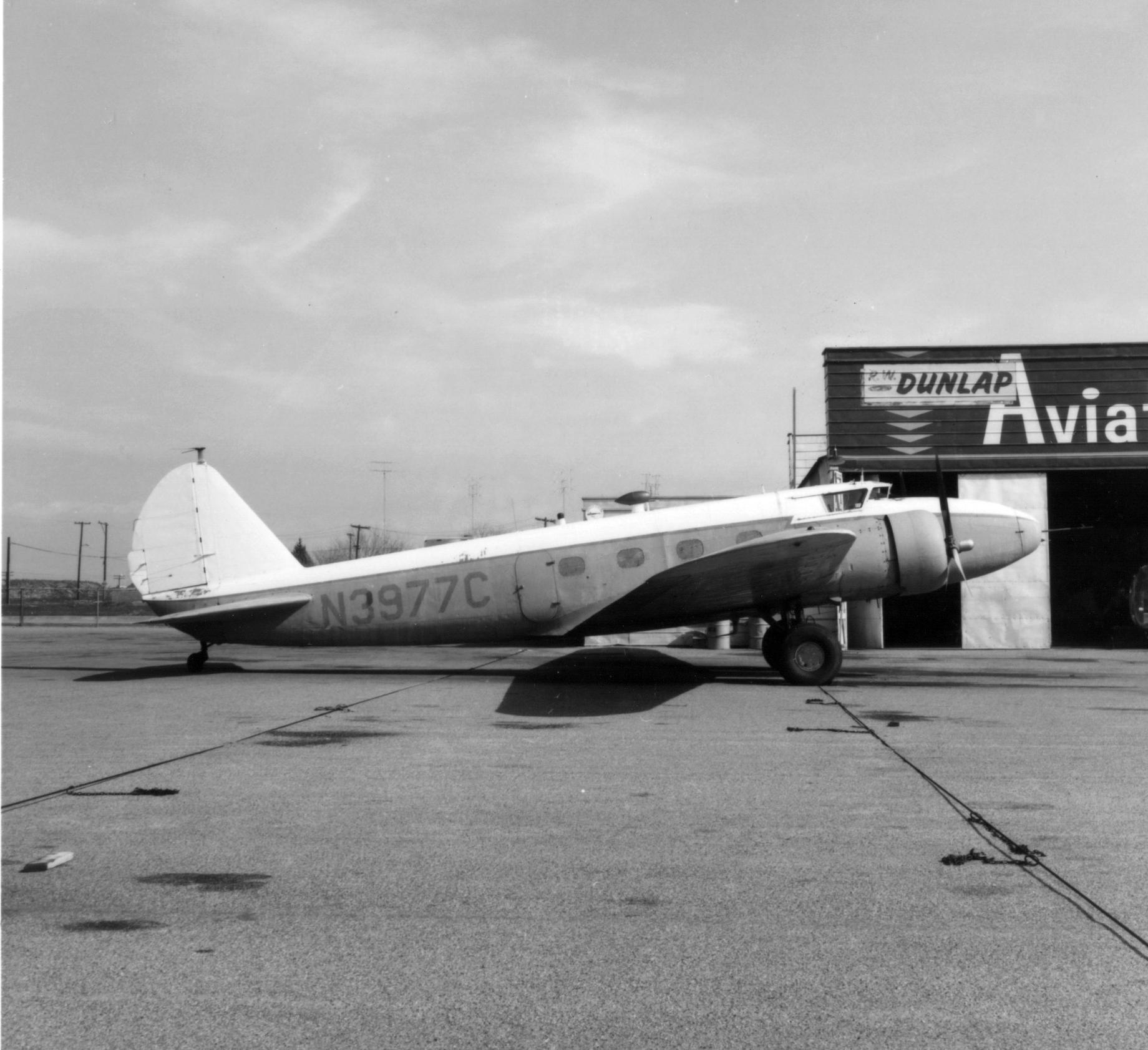
Un Boeing 247 als anys 1950.

## Variants[6]
Model 280
Model original proposat, amb capacitat per 14 passatgers i propulsat per motors P&W Hornet de 700 CV.
Model 247
Versió inicial de producció, amb funció d'avió comercial
247A
Versió especial per a Lufthansa de l'any 1934, propulsada pels nous motors motor P&W Wasp de 625 CV cadascun.
247D
Versió amb rendiment millorat que va demanar United a Boeing just després de la primera entrega.
247Y
Versió armada destinada a la Xina.
C-73
Denominació adoptada pels 27 aparells que van ser destinats al servei militar amb la USAAF durant la Segona Guerra Mundial.

## Especificacions (Boeing 247D)

Dades de The Concise Guide to American Aircraft of World War II
Característiques generals
- Tripulació: 3
- Capacitat: 10 passatgers i 181 Kg de correu
- Longitud: 15,72 m
- Envergadura: 22,6 m
- Alçada: 3,60 m
- Superfície de l'ala 78 m²
- Pes buit: 4.055 kg
- Pes carregat: 6.192 Kg
- Pes màxim d'enlairament: 6.190 kg
- Motors: 2×  motor radial Pratt & Whitney S1H1-G Wasp, 410 kW   cada un

 Rendiment 
- Velocitat màxima: 322 km/h
- Abast: 1.200 km
- Sostre de servei: 7.740 m